# Угрозы информационной безопасности
Угроза информационной безопасности — совокупность условий и факторов, создающих опасность нарушения информационной безопасности.
Под угрозой (в общем) понимается потенциально возможное событие, действие (воздействие), процесс или явление, которые могут привести к нанесению ущерба чьим-либо интересам.

## Классификация
Угрозы информационной безопасности могут быть классифицированы по различным признакам:
- По аспекту информационной безопасности, на который направлены угрозы:
  - Угрозы конфиденциальности (неправомерный доступ к информации). Угроза нарушения конфиденциальности заключается в том, что информация становится известной тому, кто не располагает полномочиями доступа к ней. Она имеет место, когда получен доступ к некоторой информации ограниченного доступа, хранящейся в вычислительной системе или передаваемой от одной системы к другой. В связи с угрозой нарушения конфиденциальности, используется термин «утечка». Подобные угрозы могут возникать вследствие «человеческого фактора» (например, случайное делегировании тому или иному пользователю привилегий другого пользователя), сбоев в работе программных и аппаратных средств. К информации ограниченного доступа относится государственная тайна[2] и конфиденциальная информация[3] (коммерческая тайна, персональные данные, профессиональные виды тайна: врачебная, адвокатская, банковская, служебная, нотариальная, тайна страхования, следствия и судопроизводства, переписки, телефонных переговоров, почтовых отправлений, телеграфных или иных сообщений (тайна связи), сведения о сущности изобретения, полезной модели или промышленного образца до официальной публикации (ноу-хау) и др.).
  - Угрозы целостности (неправомерное изменение данных). Угрозы нарушения целостности — это угрозы, связанные с вероятностью модификации той или иной информации, хранящейся в информационной системе. Нарушение целостности может быть вызвано различными факторами — от умышленных действий персонала до выхода из строя оборудования.
  - Угрозы доступности (осуществление действий, делающих невозможным или затрудняющих доступ к ресурсам информационной системы). Нарушение доступности представляет собой создание таких условий, при которых доступ к услуге или информации будет либо заблокирован, либо возможен за время, которое не обеспечит выполнение тех или иных бизнес-целей.

- По расположению источника угроз:
  - Внутренние (источники угроз располагаются внутри системы);
  - Внешние (источники угроз находятся вне системы).

- По размерам наносимого ущерба:
  - Общие (нанесение ущерба объекту безопасности в целом, причинение значительного ущерба);
  - Локальные (причинение вреда отдельным частям объекта безопасности);
  - Частные (причинение вреда отдельным свойствам элементов объекта безопасности).

- По степени воздействия на информационную систему:
  - Пассивные (структура и содержание системы не изменяются);
  - Активные (структура и содержание системы подвергается изменениям).

- По природе возникновения:
  - Естественные (объективные) — вызванные воздействием на информационную среду объективных физических процессов или стихийных природных явлений, не зависящих от воли человека;
  - Искусственные (субъективные) — вызванные воздействием на информационную сферу человека. Среди искусственных угроз в свою очередь выделяют:
    - Непреднамеренные (случайные) угрозы — ошибки программного обеспечения, персонала, сбои в работе систем, отказы вычислительной и коммуникационной техники;
    - Преднамеренные (умышленные) угрозы — неправомерный доступ к информации, разработка специального программного обеспечения, используемого для осуществления неправомерного доступа, разработка и распространение вирусных программ и т. д. Преднамеренные угрозы обусловлены действиями людей. Основные проблемы информационной безопасности связаны прежде всего с умышленными угрозами, так как они являются главной причиной преступлений и правонарушений[4].

## Классификация источников угроз информационной безопасности
Носителями угроз безопасности информации являются источники угроз. В качестве источников угроз могут выступать как субъекты (личность), так и объективные проявления, например, конкуренты, преступники, коррупционеры, административно-управленческие органы. Источники угроз преследуют при этом следующие цели: ознакомление с охраняемыми сведениями, их модификация в корыстных целях и уничтожение для нанесения прямого материального ущерба.
- Все источники угроз информационной безопасности можно разделить на три основные группы:
  - Обусловленные действиями субъекта (антропогенные источники) — субъекты, действия которых могут привести к нарушению безопасности информации, данные действия могут быть квалифицированы как умышленные или случайные преступления. Источники, действия которых могут привести к нарушению безопасности информации могут быть как внешними, так и внутренними. Данные источники можно спрогнозировать, и принять адекватные меры.
  - Обусловленные техническими средствами (техногенные источники) — эти источники угроз менее прогнозируемы, напрямую зависят от свойств техники и поэтому требуют особого внимания. Данные источники угроз информационной безопасности, также могут быть как внутренними, так и внешними.
  - Стихийные источники — данная группа объединяет обстоятельства, составляющие непреодолимую силу (стихийные бедствия или другие обстоятельства, которые невозможно предусмотреть или предотвратить или возможно предусмотреть, но невозможно предотвратить), такие обстоятельства, которые носят объективный и абсолютный характер, распространяющийся на всех. Такие источники угроз совершенно не поддаются прогнозированию и, поэтому меры против них должны применяться всегда. Стихийные источники, как правило, являются внешними по отношению к защищаемому объекту и под ними, как правило, понимаются природные катаклизмы.[5][6]

## Модель угроз
Для анализа защищенности конкретной информационной системы формируется описание существующих угроз ИБ, их актуальности, возможности реализации и последствий – модель угроз. 
В настоящее время в России действует методика оценки угроз безопасности информации, принятая ФСТЭК России 05.02.2021 г., заменившая собой Методику определения актуальных угроз безопасности персональных данных при их обработке в информационных системах персональных данных (ФСТЭК России, 2008 г.) и Методику определения актуальных угроз безопасности информации в ключевых системах информационной инфраструктуры (ФСТЭК России, 2007 г.).
С выходом приказа ФСТЭК №17 от 4 марта 2017 использование банка данных угроз ФСТЭК является обязательным. Эти два факта сформировали почву для создания специализированного программного обеспечения по моделированию реализации угроз ИБ в информационных системах. В настоящее время общественности представлен ряд научных публикаций и коммерческих разработок, способствующих автоматизации формирования модели угроз.
В настоящее время (конец 2021 года), подавляющее большинство программного обеспечения моделируют возникновение угроз на базе устаревшей методологии (модель угроз 2008 года или проектная модель угроз 2015 года).